# Король Ганновера
Король Ганновера (нем. König von Hannover) — официальный титул главы государства и наследственного правителя в Королевстве Ганновер, существовавший с момента провозглашения короля Соединенного Королевства Георга III «королём Ганновера» во время Венского конгресса 12 октября 1814 года в Вене до аннексии королевства Пруссией 20 сентября 1866 года.

## История
В 1813 году Георг III был восстановлен на своих ганноверских территориях, а в октябре 1814 года было создано независимое Королевство Ганновер на Венском конгрессе. Личный союз с Соединенным Королевством закончился в 1837 году при вступлении королевы Виктории, поскольку законы о правопреемстве в Ганновере не разрешали женщине унаследовать титул, если есть какой-либо выживший наследник мужского пола. Конец титула и королевства пришёл на 1866 год. Пруссия аннексировала Королевство Ганновер в австро-прусской войне и Королевство пало.

## Список королей Ганновера
| Король | Король  | Король                                           | Королева, жена короля | Королева, жена короля               | Годы правления  | Годы правления   | Династия                                   |
| №      | Портрет | Имя                                              | Портрет               | Имя                                 | Начало          | Конец            | Династия                                   |
| ------ | ------- | ------------------------------------------------ | --------------------- | ----------------------------------- | --------------- | ---------------- | ------------------------------------------ |
| 1.     |         | Георг III (1738—1820) нем. Georg III             |                       | Шарлотта (1744—1818) нем. Charlotte | 12 октября 1814 | 29 января 1820   | Ганноверская династия                      |
| 1.     |         | Адольф Фредерик (1774—1850) нем. Adolf Friedrich |                       | Августа (1797—1889) нем. Augustus   | 1816 год        | 29 января 1820   | герцог Кембриджский, Ганноверская династия |
| 2.     |         | Георг IV (1762—1830) нем. Georg IV               |                       | Каролина (1768—1821) нем. Caroline  | 29 января 1820  | 26 июня 1830     | Ганноверская династия                      |
| 3.     |         | Вильгельм (1765—1837) нем. Wilhelm               |                       | Аделаида (1792—1845) нем. Adelaide  | 28 июня 1830    | 20 июня 1837     | Ганноверская династия                      |
| 4.     |         | Эрнст Август (1771—1851) нем. Ernst August       |                       | Фридерика (1778—1841)               | 20 июня 1837    | 18 ноября 1851   | Ганноверская династия                      |
| 5.     |         | Георг V (1819—1878) нем. Georg V                 |                       | Мария (1818—1907)                   | 18 ноября 1851  | 20 сентября 1866 | Ганноверская династия                      |

## Список титулярных королей Ганновера
| Претендент | Претендент | Претендент                    | правление        | правление      |
| №          | Портрет    | имя                           | начало           | конец          |
| ---------- | ---------- | ----------------------------- | ---------------- | -------------- |
| 1.         |            | Георг V (1819—1878)           | 20 сентября 1866 | 12 июня 1878   |
| 2.         |            | Эрнест Август II (1845—1923)  | 12 июня 1878     | 14 ноября 1923 |
| 3.         |            | Эрнест Август III (1887—1953) | 30 января 1923   | 30 января 1953 |
| 4.         |            | Эрнест Август IV (1914—1987)  | 30 января 1953   | 9 декабря 1987 |
| 5.         |            | Эрнест Август V (род. 1954)   | 9 декабря 1987   | н. в.          |

## Штандарт и герб
После того, как в 1837 году личный союз с Великобританией закончился, монархи Ганновера получили британские королевские герб и штандарт, вводя новую корону (по образцу британской).

штандарт короля Ганновера
королевский герб Ганновера